# Lijst van voetbalinterlands Mexico - Rusland
Deze lijst van voetbalinterlands is een overzicht van alle officiële voetbalwedstrijden tussen de nationale teams van Mexico en Rusland. De landen speelden tot op heden drie keer tegen elkaar. De eerste ontmoeting, een vriendschappelijke wedstrijd, werd gespeeld in Moskou op 16 augustus 1992. Dat was de eerste officiële wedstrijd voor Rusland sinds de ontmanteling van de Sovjet-Unie. Het laatste duel, een groepswedstrijd tijdens de FIFA Confederations Cup 2017, vond plaats op 24 juni 2017 in Kazan.

## Wedstrijden
| № | Plaats  | Datum            | Competitie                   | Wedstrijd        | Uitslag |
| - | ------- | ---------------- | ---------------------------- | ---------------- | ------- |
| 1 | Moskou  | 16 augustus 1992 | Vriendschappelijk            | Rusland – Mexico | 2 – 0   |
| 2 | Oakland | 2 februari 1994  | Vriendschappelijk            | Mexico – Rusland | 1 – 4   |
| 3 | Kazan   | 24 juni 2017     | FIFA Confederations Cup 2017 | Mexico − Rusland | 2 – 1   |

## Samenvatting
| Competitie              | Totaal gespeeld | Winst Mexico | Gelijk | Winst Rusland | Doelsaldo Mexico – Rusland |
| ----------------------- | --------------- | ------------ | ------ | ------------- | -------------------------- |
| FIFA Confederations Cup | 1               | 1            | 0      | 0             | 2 − 1                      |
| Vriendschappelijk       | 2               | 0            | 0      | 2             | 1 − 6                      |
| Totaal                  | 3               | 1            | 0      | 2             | 3 − 7                      |

## Details

### Eerste ontmoeting
| Vriendschappelijk (Moskou, Rusland, 16 augustus 1992): |              | |
| Rusland | 2 – 0        | Mexico |
| Valeri Karpin 61' (pen.) Dmitriy Popov 66' | goals        | |
| Pavel Sadyrin | bondscoach   | César Luis Menotti |
| Stanislav Tsjertsjesov Dmitriy Khlestov Vasiliy Kulkov 63' Dmitriy Popov Sergey Kolotovkin 85' Viktor Onopko Omari Tetradze 85' Valeri Karpin Igor Ledyakhov 46' Yuriy Matveyev 80' Dmitri Radtsjenko                                                                             | opstellingen | Jorge Campos Juan Hernández Ignacio Ambriz Claudio Suárez Guillermo Muñoz José Manuel de la Torre Miguel España 67' Alberto García Aspe 46' Gonzalo Farfán Carlos Hermosillo Francisco Uribe |
| Andrey Kobelev 46' 76' Vladimir Bestsjastnych 63' Andrey Ivanov 76' Vladislav Lemish 80' Sergey Podpaly 85' Andrey Chernyshov 85' | wissels      | 46' Missael Espinoza 67' Alberto Coyote |
| Andrey Kobelev ??' Sergey Kolotovkin ??' | gele kaarten | ??' Claudio Suarez ??' Juan Hernández ??' Gonzalo Farfán |
| | rode kaarten | 70' Carlos Hermosillo |
| - Debuut van Yuriy Matveyev (FC Uralmash Yekaterinburg), Vladislav Lemish (FC Kuban Krasnodar), Andrey Kobelev (Dinamo Moskou), Sergey Podpaly (Lokomotiv Moskou), Sergey Kolotovkin (CSKA Moskou), Dmitriy Popov en Vladimir Bestsjastnych (beiden Spartak Moskou) voor Rusland. |              | |

### Tweede ontmoeting
| Vriendschappelijk (Oakland, Verenigde Staten, 2 februari 1994): |              | |
| Mexico | 1 – 4        | Rusland |
| Alberto García Aspe 25' | goals        | 4' Aleksandr Borodjoek 38' Dmitri Radtsjenko 45' Aleksandr Borodjoek 56' Aleksandr Borodjoek                                                                                              |
| Miguel Mejía Baron | bondscoach   | Pavel Sadyrin |
| Jorge Campos Jorge Rodríguez 64' Claudio Suárez Juan Ramírez Perales Ramón Ramírez 69' Ignacio Ambríz Marcelino Bernal 73' Joaquín del Olmo Alberto García Aspe 46' Alberto Durán Luis Miguel Salvador | opstellingen | Zaur Khapov Sergey Gorlukovich Dmitriy Galyamin 79' Dmitriy Popov Dmitriy Kuznetsov 70' Omari Tetradze Bakhva Tedeyev Igor Korneev Oleg Salenko Aleksandr Borodjoek 85' Dmitri Radtsjenko |
| Miguel Herrera 46' David Patiño 64' Miguel España 69' Guillermo Cantú 73' | wissels      | 70' Dmitriy Cheryshev 79' Sergey Podpaly 85' Vladimir Tatarchuk |

### Derde ontmoeting
| Groepsfase FIFA Confederations Cup 2017 (scheidsrechter Fahad Al-Mirdasi, Kazan, 24 juni 2017):                                                                                 |                 | |
| Mexico | 2 – 1           | Rusland |
| Néstor Araujo 30' (Jonathan dos Santos) Hirving Lozano 52' (Héctor Herrera) | goals (assists) | 25' Aleksandr Samedov (Aleksandr Jerochin) |
| Juan Carlos Osorio | bondscoach      | Stanislav Tsjertsjesov |
| Guillermo Ochoa Diego Reyes 39' Néstor Araujo Héctor Moreno Miguel Layún Jonathan dos Santos Héctor Herrera Andrés Guardado 70' Hirving Lozano Javier Hernández Carlos Vela 46' | opstellingen    | Igor Akinfejev Georgi Dzhikiya Viktor Vasin Fjodor Koedrjasjov Aleksandr Samedov Joeri Zjirkov Aleksandr Jerochin Denis Gloesjakov Aleksandr Golovin Fjodor Smolov Aleksandr Boecharov |
| Luis Reyes 39' Javier Aquino 46' Oswaldo Alanís 70' | wissels         | 65' Dmitry Poloz 71' Igor Smolnikov 78' Maksim Kanoennikov |
| Andrés Guardado 16' Oswaldo Alanís 90+2' | gele kaarten    | 64' Fjodor Koedrjasjov 72' Viktor Vasin 88' Aleksandr Golovin |
| | rode kaarten    | 9', 68' Joeri Zjirkov |